# Serviciul de Informații Externe
Serviciul de Informații Externe (SIE) este agenția guvernamentală a României responsabilă pentru culegerea, verificarea și protecția informațiilor externe relevante pentru securitatea națională.
Activitatea sa este organizată și coordonată de CSAT, care aprobă structura organizatorică și principalele direcții de acțiune. Controlul parlamentar asupra serviciului este realizat de o comisie specială responsabilă cu verificarea respectării legii și a principiilor constituționale, alcătuită din membri ai Parlamentului României. Ministerul Finanțelor și alte instituții competente pot exercita control financiar și juridic asupra activităților serviciului.

## Istoric
Serviciul de Informații Externe a fost înființat la 8 februarie 1990 sub denumirea de Centrul de Informații Externe. 
Prin Legea nr. 39/1990, a primit denumirea actuală de Serviciul de Informații Externe și a devenit membru CSAT.
În anul 2023, bugetul alocat Serviciului de Informații Externe a fost de aproximativ 719,28 milioane lei.

## Atribuții
Principalele atribuții ale SIE includ:
- obținerea, verificarea și valorificarea informațiilor externe privind amenințările la adresa României,
- protecția informațiilor clasificate,
- cooperarea cu autorități interne și servicii externe în domeniul securității naționale,
- informarea autorităților statului cu privire la riscurile și amenințările din mediul internațional.

Serviciul este autorizat să utilizeze metode și mijloace specifice pentru desfășurarea activităților sale, respectând prevederile legale.

## Supraveghere
Comisia parlamentară specială pentru controlul activității Serviciului de Informații Externe are rolul de a verifica activitățile SIE în conformitate cu legea și cu principiile constituționale. Comisia este alcătuită din membri ai Parlamentului României.
Componența actuală este următoarea:
- Alexandru Muraru (președinte din 2025)
- Felix Stroe (vicepreședinte din 2025)
- Virgil-Alin Chirilă (secretar din 2025)
- Mircea Chelaru (membru)
- Anamaria Gavrilă (membru)
- Sorin-Gheorghe Șipoș (membru)
- Lóránd Turos (membru)

Foști membri: Mihai-Viorel Fifor (secretar)

### 2021-2025
- Mihai Weber (președinte în perioada 2021-2025)
- Felix Stroe (vicepreședinte în perioada 2021-2025)
- Mircia Chelaru (2022-2025)
- Corneliu-Mugurel Cozmanciuc (2024-2025)
- Nicu Fălcoi (2021-2025)
- Lóránd Turos (2021-2025)

Foști membri: Antonel Tănase, Liviu-Dumitru Voiculescu, Septimiu-Sebastian Bourceanu, Georgel Badiu, Nicolae Roman.

## Conducere
Serviciul de Informații Externe este condus de un director numit de către CSAT. Actualul director în exercițiu este Gabriel Vlase.
| Nr. | Nume (naștere–deces)   | Durata mandatului  | Durata mandatului  | Durata mandatului | Președinte          |
| Nr. | Nume (naștere–deces)   | A preluat funcția  | A părăsit funcția  | Timp în funcție   | Președinte          |
| --- | ---------------------- | ------------------ | ------------------ | ----------------- | ------------------- |
| 1   | Mihai Caraman          | 18 februarie 1990  | 13 decembrie 1990  | 0 ani, 298 zile   | Ion Iliescu         |
| 2   | Mihai Caraman          | 13 decembrie 1990  | 9 aprilie 1992     | 1 an, 118 zile    | Ion Iliescu         |
| 3   | Ioan Talpeș            | 9 aprilie 1992     | 31 iulie 1997      | 5 ani, 113 zile   | Ion Iliescu         |
| 4   | Cătălin Harnagea       | 31 iulie 1997      | 31 decembrie 2000  | 3 ani, 153 zile   | Emil Constantinescu |
| 5   | Gheorghe Fulga         | 12 februarie 2001  | 20 iulie 2006      | 5 ani, 158 zile   | Ion Iliescu         |
| 6   | Silviu Predoiu         | 20 iulie 2006      | 4 octombrie 2006   | 0 ani, 76 zile    | Traian Băsescu      |
| 7   | Claudiu Săftoiu        | 4 octombrie 2006   | 24 aprilie 2007    | 0 ani, 202 zile   | Traian Băsescu      |
| 8   | Silviu Predoiu         | 24 aprilie 2007    | 8 decembrie 2007   | 0 ani, 228 zile   | Traian Băsescu      |
| 9   | Mihai Răzvan Ungureanu | 8 decembrie 2007   | 8 februarie 2012   | 4 ani, 62 zile    | Traian Băsescu      |
| 10  | Silviu Predoiu         | 8 februarie 2012   | 27 februarie 2012  | 0 ani, 19 zile    | Traian Băsescu      |
| 11  | Teodor Meleșcanu       | 28 februarie 2012  | 22 septembrie 2014 | 2 ani, 206 zile   | Traian Băsescu      |
| 12  | Silviu Predoiu         | 23 septembrie 2014 | 30 iunie 2015      | 0 ani, 280 zile   | Klaus Iohannis      |
| 13  | Mihai Răzvan Ungureanu | 30 iunie 2015      | 26 septembrie 2016 | 1 an, 88 zile     | Klaus Iohannis      |
| 14  | Silviu Predoiu         | 26 septembrie 2016 | 4 iulie 2018       | 1 an, 281 zile    | Klaus Iohannis      |
| 15  | Gabriel Vlase          | 4 iulie 2018       | prezent            | 6 ani, 303 zile   | Klaus Iohannis      |